# Taikō Risshiden
Taikō Risshiden (太閤立志伝) est un jeu vidéo de stratégie au tour par tour sorti en 1992 et les années suivantes sur PC-98, FM Towns, X68000, Super Nintendo, Mega Drive, Windows et Mac OS. Le jeu a été développé et édité par Koei. Il fait partie de la série des Taikō Risshiden et est sorti uniquement au Japon.

## Accueil
- Famitsu : 27/40 (SNES)[1]